# Brunnera sibirica
Brunnera sibirica är en strävbladig växtart som beskrevs av John Stevenson. Brunnera sibirica ingår i släktet brunneror, och familjen strävbladiga växter. Inga underarter finns listade i Catalogue of Life.

## Bildgalleri

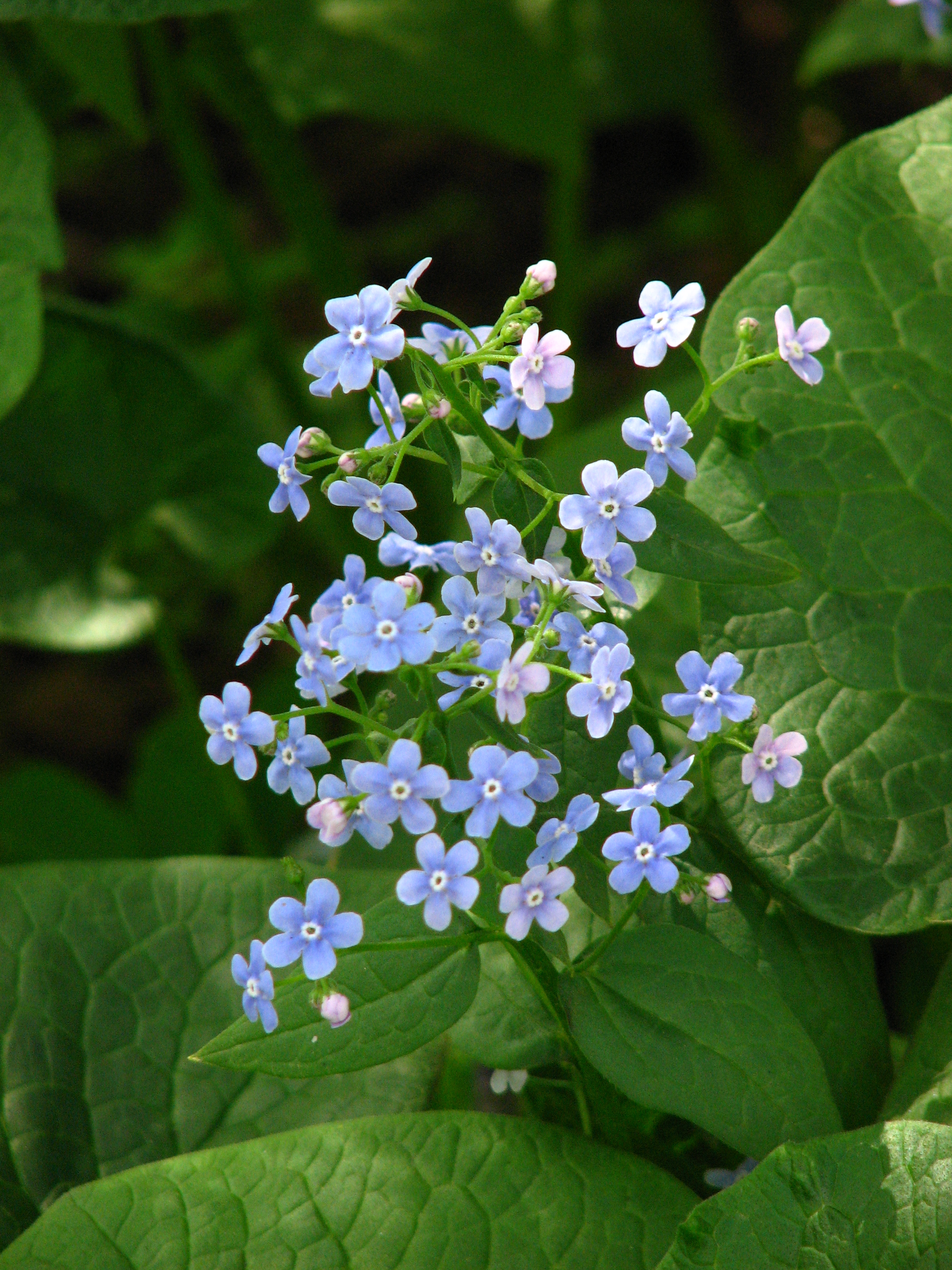
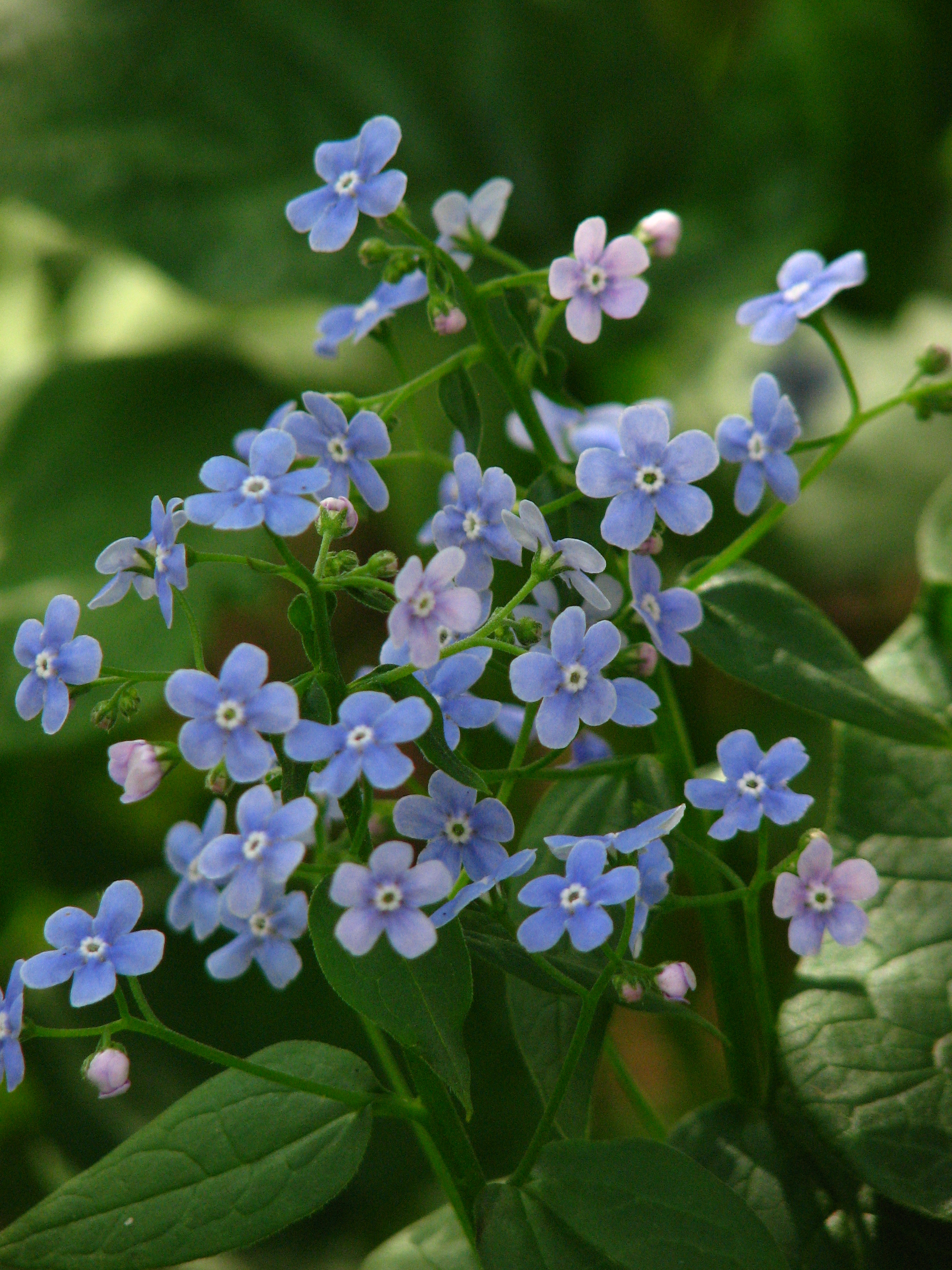